# Krek (musikalbum)
Krek är det fjärde studioalbumet av det norska black metal-bandet Khold. Albumet utgavs 2005 av skivbolaget Tabu Recordings.

## Låtlista
1. "Krek" – 2:08
2. "Blod og blek" – 3:05
3. "Innestengt i eikekiste" – 3:22
4. "Oskorei" – 3:46
5. "Byrde" – 3:37
6. "Lysets flukt" – 3:45
7. "Grepet om kniven" – 3:03
8. "Midvinterblot" – 3:52
9. "Varde" – 3:07
10. "Silur Wie" – 4:15

- Text: Hildr (spår 1–4, 6–10), Rinn (spår 5)
- Musik: Khold

## Medverkande
Musiker (Khold-medlemmar)
- Gard (Sverre Stokland) – sång, gitarr
- Rinn (Geir Kildahl) – gitarr
- Grimd (Thomas Arnesen) – basgitarr
- Sarke (Thomas Berglie) – trummor

Produktion
- Khold – producent
- Bjørn Bergersen – ljudtekniker, ljudmix, foto
- Morten Lund – mastering
- Terje Johnsen – omslagsdesign, omslagskonst
- Hildr (Hilde Nymoen) – sångtexter